# دارين كرولي
دارين كرولي (بالإنجليزية: Darren Crowley)‏ هو لاعب قذف أيرلندي، ولد في 1987 في Bandon, County Cork ‏ في جمهورية أيرلندا.